# Filippo Raguzzini

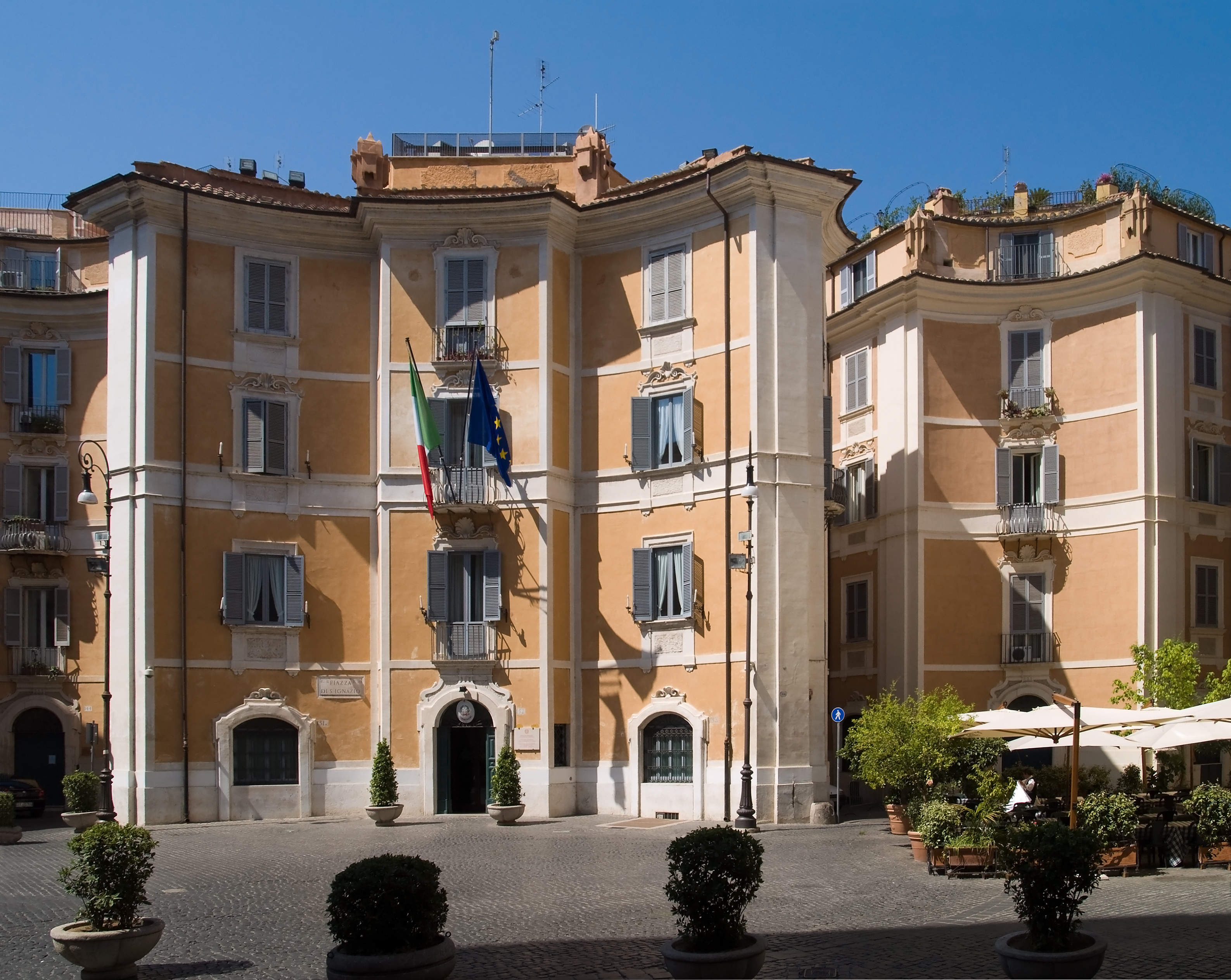
Piazza di Sant'Ignazio i Rom.

Filippo Raguzzini, född 19 juli 1690 i Benevento, död 21 februari 1771 i Rom, var en italiensk arkitekt.

## Biografi
Raguzzini projekterade återuppbyggnaden av sin hemstad efter en jordbävning 1702. 
Raguzzini var påven Benedictus XIII:s (1724–1730) chefsarkitekt och kom att rita kyrkor och profana byggnader som kan jämföras med fransk och tysk rokokoarkitektur.
Enligt äldre arkitekturhistorisk forskning skall Raguzzini år 1726 ha utfört en ombyggnad av kyrkan San Filippo Neri vid Via Giulia, men senare forskning har visat att den genomfördes 1667–1668 av Giovanni Francesco Fiori.

## Piazza di Sant'Ignazio
År 1727 anlitade jesuitorden Raguzzini för att strukturera torget (piazzan) framför deras kyrka Sant'Ignazio samt att vid denna piazza uppföra flerfamiljshus för den övre borgarklassen. Dessa byggnader skulle hysa för jesuiterna inkomstbringande hyreslägenheter. Den centrala huskroppens fasad, som vetter mot kyrkan, är konkav. Fasadornamenteringen är tämligen spartansk. Förutom den tredje våningens fönsterpediment utgörs utsmyckningen i stort sett av horisontala och vertikala band av murputs samt små balkonger i smidesjärn. Raguzzini blev uppmärksammad för sin omfattande användning av stuck istället för travertin eller marmor. I Rom hade man tidigare mycket sällan utsmyckat exteriören till denna typ av anspråkslösa hyreskomplex. Fasaddekoration var förbehållen sakrala byggnader och aristokratins palats. De bakom hyreshusen dragna gatorna och gränderna, Via de' Burrò och Vicolo de' Burrò, leder fotgängaren in på Piazza di Sant'Ignazio i sned vinkel. Traditionellt sett hade gator dragits i rät vinkel mot piazzor av den här digniteten.

## Verk i urval
- Ritning för ombyggnad av Santi Bartolomeo e Alessandro dei Bergamaschi (1729; ej förverkligad)[3]
- Ombyggnad – Santa Maria del Divino Amore[4]
- Restaurering – Cappella Savelli, Santa Maria in Aracoeli[5]
- Fasad (1727; attribuering) – Santa Maria delle Grazie alle Fornaci[6]
- Ombyggnad och fasad (1727) – Santa Maria della Quercia[7]
- Ospedale di San Gallicano med kyrkan San Gallicano i Trastevere (1724–1726)[8]
- Restaurering – San Sisto Vecchio (1725–1727)
- Piazza di Sant'Ignazio (1727–1728)[9]

## Bilder

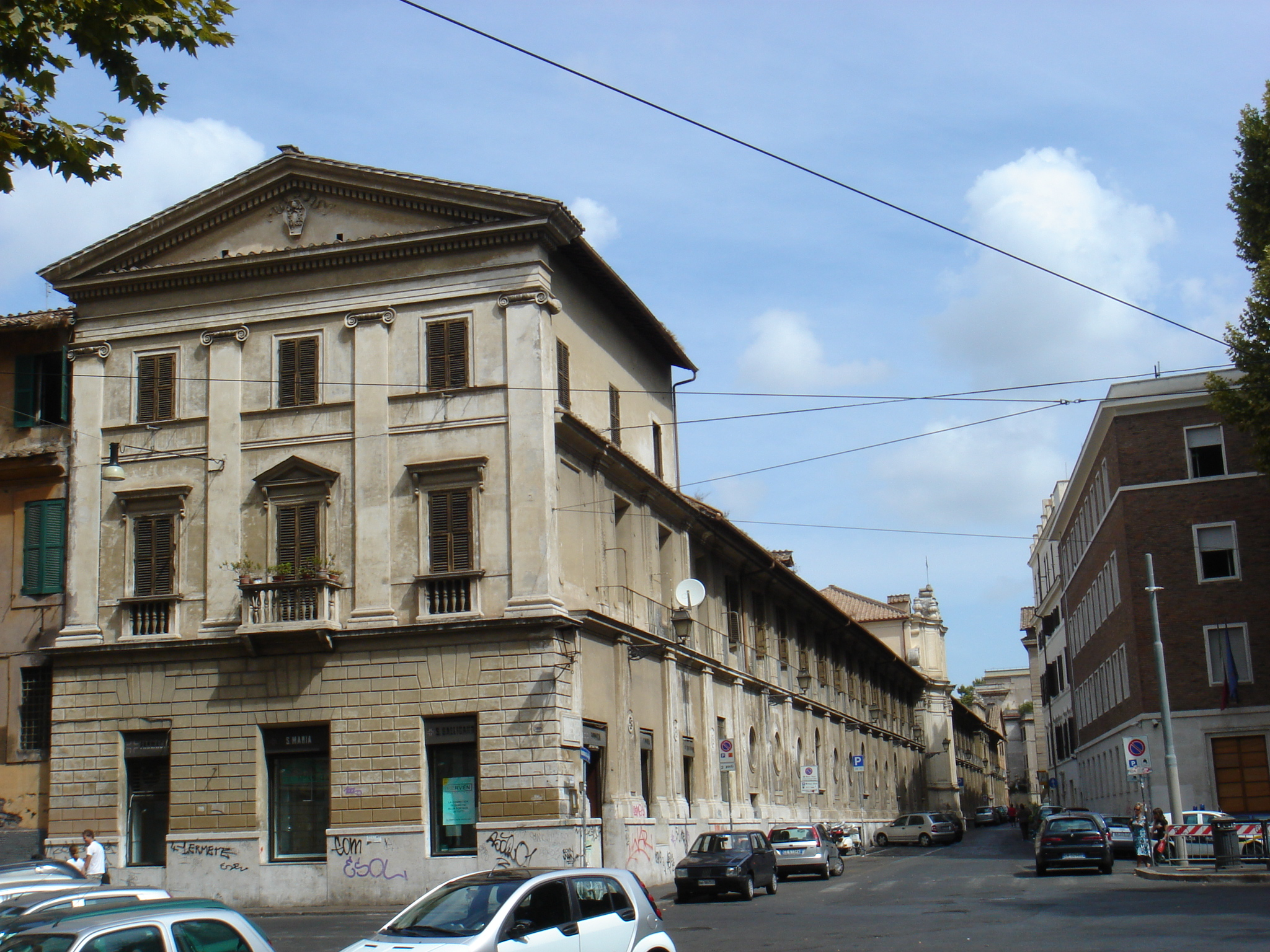
Ospedale di San Gallicano.
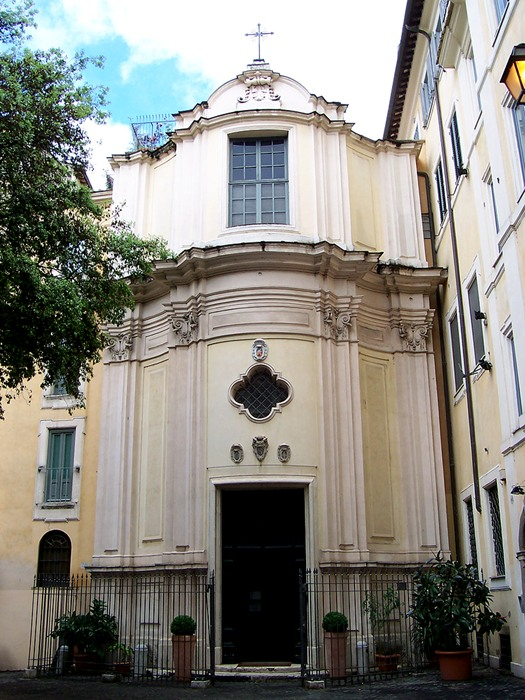
Santa Maria della Quercia.
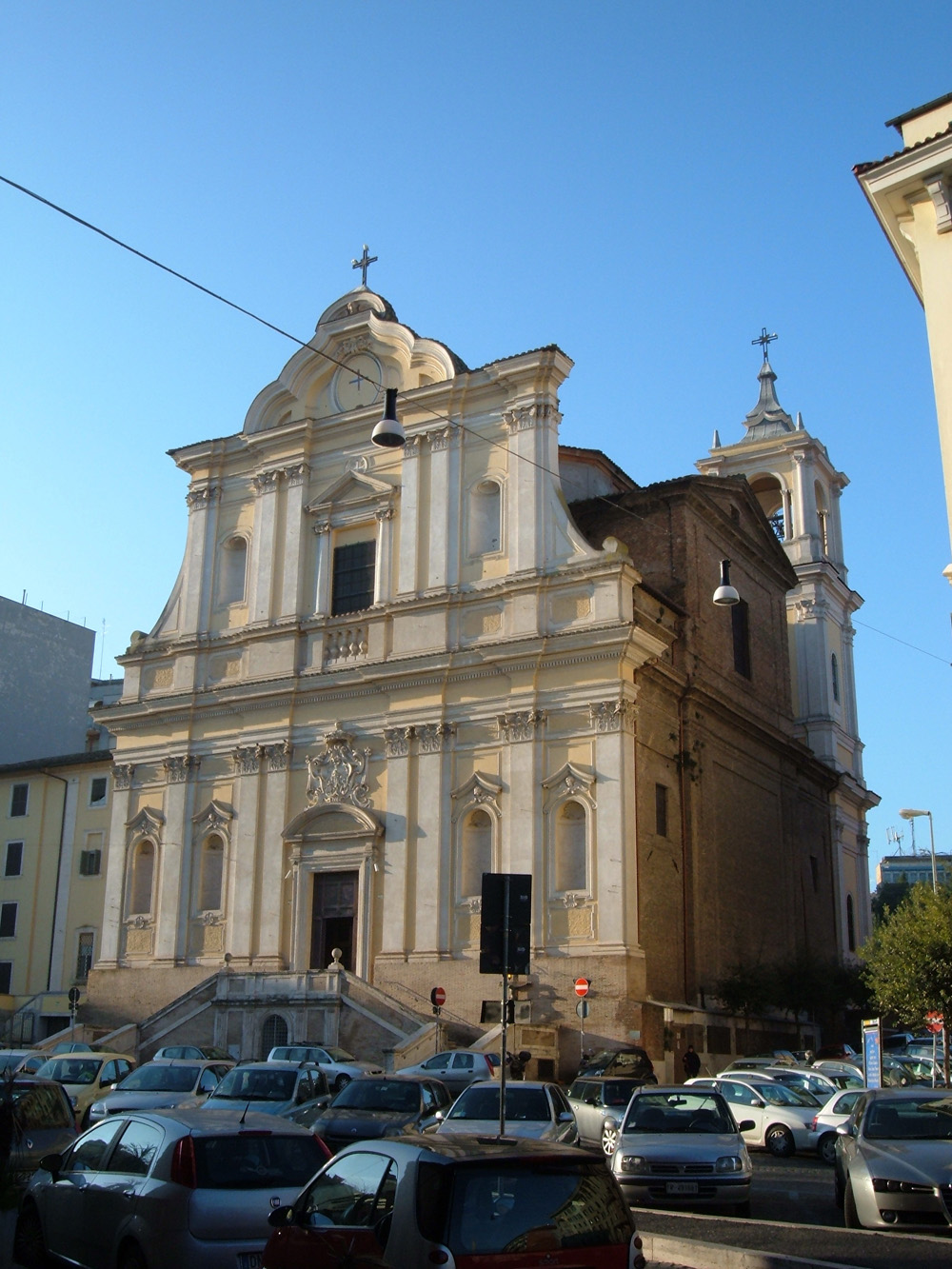
Santa Maria delle Grazie alle Fornaci.